# Кошаркаши
"Кошаркаши" је српска телевизијска серија снимана 2005. године у режији Дејана Зечевића. Главне улоге тумаче Небојша Глоговац, Виктор Савић и Зоран Чича.

## Кратак садржај
Кошаркаши је драма о малом београдском кошаркашком клубу, о животу играча, тренера тог клуба на терену и изван њега, као и осталих ликова важних у животу ових младих спортиста.

## Улоге
| Глумац                   | Улога                 |
| ------------------------ | --------------------- |
| Небојша Глоговац         | Жаре                  |
| Виктор Савић             | Виктор                |
| Зоран Чича               | Реља                  |
| Лазар Стругар            | Раде                  |
| Борка Томовић            | Бока                  |
| Милан Босиљчић           | Тенк                  |
| Милош Ђуричић            | Воја                  |
| Александра Јанковић      | Наташа                |
| Нада Мацанковић          | Сара                  |
| Милутин Милошевић        | Мирко                 |
| Феђа Стојановић          | Дуле                  |
| Ивана Вукчевић           | Јелена                |
| Велимир Бата Живојиновић | Чика Пера             |
| Оливера Марковић         | Викторова бака Милена |
| Миодраг Крстовић         | Војин отац, Воја      |